# Silba apodesma
Silba apodesma är en tvåvingeart som beskrevs av Mcalpine 1960. Silba apodesma ingår i släktet Silba och familjen stjärtflugor. Inga underarter finns listade i Catalogue of Life.